# Shin Min-a
Dans ce nom coréen, le nom de famille, Shin, précède le nom personnel.
Yang Min-a, dite Shin Min-a (신민아), est une actrice et mannequin sud-coréenne, née le 5 avril 1984 dans le district de Yecheon (Gyeongsang du Nord).

## Biographie
Yang Min-a naît le 5 avril 1984 à dans le district de Yecheon, en Gyeongsang du Nord.
Shin Min-a fait ses débuts de mannequin en apparaissant dans le magazine KiKi, et a depuis posé pour de nombreuses publicités, ce qui fait d'elle l'une des personnalités les plus connues dans le milieu du mannequinat en Corée du Sud.
En 2008, elle commence à jouer dans les publicités de l’ordinateur portable LG Xnote, avec Hyun Bin et Ryu Seung-beom, mettant en vedette le chanteur You Hee-Yeol qui compose la musique des publicités, et également elle-même qui ajoute certains singles de son mini-album Summer Days. Elle pose ensuite en 2011 pour une marque de vêtements chinois, Giordano, avec So Ji-sub et Jung Woo-sung.
Dans la même année, elle est la première mannequin sud-coréenne à poser pour la marque américaine Calvin Klein. Elle fait des photos avec le mannequin irlandais Jamie Dornan, à Milan en Italie. Puis, les photos sont publiées dans le magazine Elle Corée.
Elle a fait ses études à l'université Dongguk et a joué dans de nombreuses vidéos musicales de K-pop.
En 2009, elle publie un livre en Corée du Sud, intitulé Mina's French Diary, (« Le journal intime français de Mina »), après un séjour à Paris.

## Filmographie

### Longs métrages
- 2001 : Volcano High (화산고) de Kim Tae-gyun : Yoo Chae-yi
- 2003 : Madeleine (마들렌) de Park Kwang-chun : Hee-jin
- 2005 : A Bittersweet Life (달콤한 인생) de Kim Jee-woon : Hee-soo
- 2005 : Sad Movie (새드무비) de Kwon Jong-kwan : Ahn Su-eun
- 2005 : The Beast and the Beauty (야수와 미녀) de Han Jeong-hyeob : Jang Hae-ju
- 2007 : My Mighty Princess (무림여대생) de Kwak Jae-yong : Kang So-hwi / Ok-soon
- 2008 : Go Go 70s (고고70) de Choi Ho : Mimi
- 2009 : The Naked Kitchen (키친) de Hong Ji-young : Ahn Mo-rae
- 2009 : Sisters on the Road (지금, 이대로가 좋아요) de Boo Ji-young : Park Myung-eun
- 2009 : A Million (10억) de Cho Min-ho : Jo Yoo-jin
- 2013 : The X (더 엑스) de Kim Jee-woonKim Jee-woon : Mia
- 2014 : Gyeongju (경주) de Zhang Lu : Gong Yoon-hee
- 2014 : My Love, My Bride (나의 사랑 나의 신부) d'Im Chan-sang : Mi-young
- 2016 : A Quiet Dream (춘몽) de Zhang Lu : Min-ah
- 2020 : Diva (디바) de Cho Seul-ye : Lee Young
- 2023 : Our Season (3일의 휴가) de Yook Sang-hyo : Jin-ju

### Séries télévisées
- 2001 : Beautiful Days (아름다운 날들) : Lee Min-ji
- 2005 : A Love to Kill (이 죽일 놈의 사랑) : Cha Eun-seok
- 2007 : Ma Wang (마왕) : Seo Hae-in
- 2010 : My Girlfriend is a Gumiho (내 여자친구는 구미호) : Mi-ho
- 2012 : Arang and the Magistrate (아랑사또전) :  Arang / Lee Seo-rim
- 2015–2016 : Oh My Venus (오 마이 비너스) : Kang Joo-eun
- 2017 : Tomorrow, With You (en) (내일 그대와) : Song Ma-rin
- 2019 : Chief of Staff (en) (보좌관) : Kang Sun-young
- 2021 : Hometown Cha-Cha-Cha (갯마을 차차차) : Yoon Hye-jin
- 2022 : Our Blues (우리들의 블루스) : Min Seon-ah
- 2024 : Pas de profit, pas d'amour (손해 보기 싫어서) : Son Hae-yeong